# Жоао Песоа
Жоао Песоа e град и столица на щата Параиба в Североизточна Бразилия. Населението му е 723 514 жители (2010 г.) Жуау Песоа е най-източният град в Америка (Северна и Южна). Намира се на 40 метра н.в. Пощенският му код е 58000-000, а телефонния +55 83. Основан е на 5 август 1585 г.

## Побратимени градове
- Коимбра (Португалия)
- Лисабон (Португалия)
- Масейо (Бразилия)
- Ресифи (Бразилия)
- Салвадор (Бразилия)
- Тусон (САЩ)
- Хартфорд (Кънектикът) (САЩ)